# Tartessus obscurus
Tartessus obscurus är en insektsart som beskrevs av Schmidt 1920. Tartessus obscurus ingår i släktet Tartessus och familjen dvärgstritar. Inga underarter finns listade i Catalogue of Life.